# Rubén Oscar Verdún
Rubén Oscar Verdún (Posadas, 7 de agosto de 1956-Posadas, 9 de junio de 2023) fue un boxeador y entrenador de boxeo argentino.

## Carrera deportiva
Rubén Oscar Verdún nació el 7 de agosto de 1956 en Posadas. Se inició en el pugilismo con su padre, Arsenio Verdún, en el gimnasio del Club Jorge Gibson Brown.
Debutó profesionalmente el 6 de octubre de 1977, enfrentándose a Buenaventura Ibarra, dentro de la categoría superligeros, resultando vencedor por puntos en un encuentro llevado a cabo en la ciudad de Posadas.
A lo largo de su carrera profesional, disputó un total de 52 peleas, obteniendo 40 victorias, 6 por nocaut, 11 derrotas y un empate. Combatió con boxeadores de la talla de Rómulo Ibarra, Lorenzo García, Rubén Condorí, Juan Martín “Látigo” Coggi y Ramón Ángel Collado.
El 28 de noviembre de 1981, se enfrentó ante el entonces campeón argentino y luego campeón mundial Ubaldo “Uby” Sacco, en lo que fue su primera presentación en el Estadio Luna Park, siendo derrotado por puntos.
El 10 de junio de 1995, resultó campeón del Mundo Hispano al derrotar por puntos a Juan Italo Meza, en un combate disputado en la ciudad de Posadas.
El fin de su carrera pugilística se dio el 3 de marzo de 2008, al ser vencido por el dominicano José Joaquín Rosa Gómez en un fallo por decisión unánime, encuentro celebrado en la ciudad brasileña de Carazinho.
Tras su retiro, Verdún se dedicó a jugar al fútbol, consagrándose campeón junto al «Club Atlético La Picada», como así también con el Brown, su club de toda la vida. Como entrenador, tenía una escuela de boxeo en el «Club Atlético Huracán» de Posadas.

## Muerte
Rubén Oscar Verdún falleció a los 66 años, el 9 de junio de 2023, mientras jugaba un partido de fútbol en el Club Jorge Gibson Brown de la ciudad de Posadas.

## Récord profesional
| 52 combates, 40 victorias, 11 derrotas, 1 empate |                                |            |         |            |                                     |                                    |
| Resultado                                        | Oponente                       | Resolución | Asalto  | Fecha      | Disputado en                        | Título                             |
| Derrota                                          | José Joaquín Rosa Gómez        | UD         | 8 (8)   | 03/03/2008 | Club Marcia Vargas, Carazinho       |                                    |
| Victoria                                         | Oscar Bruno Fuchs              | UD         | 4 (4)   | 23/06/2007 | Luna Morena Megadisco, Candelaria   |                                    |
| Derrota                                          | Samir dos Santos Barbosa       | UD         | 8 (8)   | 15/03/2006 | Ginasio Praça Saraiva, Río Grande   |                                    |
| Victoria                                         | René Eduardo Vallejos          | UD         | 8 (8)   | 23/11/2001 | Posadas                             |                                    |
| Victoria                                         | Osmar Luiz Teixeira            | DQ         | 12 (12) | 12/06/1998 | Posadas                             |                                    |
| Victoria                                         | Miguel Paulino                 | PTS        | 10 (10) | 03/04/1998 | Posadas                             |                                    |
| Victoria                                         | Osmar Luiz Teixeira            | TKO        | 10 (10) | 18/07/1997 | Posadas                             |                                    |
| Victoria                                         | Ramón Bonifacio Sosa           | PTS        | 8 (8)   | 11/04/1997 | Eldorado                            |                                    |
| Derrota                                          | Raúl Omar Sena                 | PTS        | 12 (12) | 25/05/1996 | Estadio F.A.B., Buenos Aires        | Título argentino F.A.B.            |
| Empate                                           | Raúl Omar Sena                 | PTS        | 12 (12) | 31/03/1996 | Anfiteatro Antonio Ramírez, Posadas | Título argentino F.A.B.            |
| Victoria                                         | Mariano Franco Figueredo       | KO         | 3 (10)  | 09/02/1996 | Anfiteatro Antonio Ramírez, Posadas |                                    |
| Victoria                                         | Juan Italo Meza                | PTS        | 12 (12) | 10/06/1995 | Posadas                             |                                    |
| Victoria                                         | Fructuoso Jara                 | PTS        | 10 (10) | 21/04/1995 | Posadas                             |                                    |
| Victoria                                         | Lorenzo García                 | PTS        | 10 (10) | 05/07/1991 | Posadas                             |                                    |
| Victoria                                         | Carlos Alberto Cerdán          | PTS        | 8 (8)   | 24/12/1990 | Eldorado                            |                                    |
| Derrota                                          | Vanderlei De Oliveira          | TKO        | 5 (6)   | 25/06/1989 | Blumenau                            |                                    |
| Derrota                                          | Antonio Madureira              | PTS        | 6 (6)   | 21/04/1989 | Blumenau                            |                                    |
| Victoria                                         | Ramón Ángel Collado            | PTS        | 10 (10) | 06/02/1986 | Posadas                             |                                    |
| Derrota                                          | Ramón Ángel Collado            | PTS        | 10 (10) | 30/11/1985 | Rojas                               |                                    |
| Derrota                                          | Juan Martín Coggi              | TD         | 7 (10)  | 26/10/1985 | Rojas                               |                                    |
| Victoria                                         | Jorge Luis Pérez               | PTS        | 10 (10) | 04/10/1985 | Santo Tomé                          |                                    |
| Victoria                                         | Julio Jorge Melone             | PTS        | 10 (10) | 06/06/1985 | Posadas                             |                                    |
| Victoria                                         | Antonio Hugo Vicente           | PTS        | 10 (10) | 17/05/1985 | Salta                               |                                    |
| Victoria                                         | Rubén Condori                  | PTS        | 10 (10) | 17/04/1985 | Salta                               |                                    |
| Derrota                                          | Lorenzo García                 | PTS        | 10 (10) | 15/03/1985 | Trelew                              |                                    |
| Victoria                                         | Domingo Guzmán Nuñez           | RTD        | 6 (10)  | 03/01/1985 | Posadas                             |                                    |
| Victoria                                         | Jorge Luis Pérez               | PTS        | 10 (10) | 14/12/1984 | Posadas                             | Título provincial cat. superligero |
| Victoria                                         | Jorge Luis Pérez               | PTS        | 10 (10) | 04/10/1984 | Posadas                             | Título provincial cat. superligero |
| Victoria                                         | Jorge Pino Bermúdez            | PTS        | 10 (10) | 29/06/1984 | Posadas                             |                                    |
| Victoria                                         | Luis Antonio Zárate            | PTS        | 10 (10) | 05/04/1984 | Posadas                             |                                    |
| Victoria                                         | Jesús Eugenio Romero           | PTS        | 10 (10) | 29/12/1982 | Posadas                             |                                    |
| Victoria                                         | Sergio Norberto Combis         | PTS        | 10 (10) | 24/11/1982 | Estadio Luna Park, Buenos Aires     |                                    |
| Victoria                                         | Jorge Omar Paredes             | TKO        | 6 (10)  | 08/10/1982 | Posadas                             |                                    |
| Victoria                                         | Antonio Hugo Vicente           | PTS        | 10 (10) | 04/08/1982 | Posadas                             |                                    |
| Victoria                                         | Héctor Oscar Ruiz              | RTD        | 7 (10)  | 11/06/1982 | Posadas                             |                                    |
| Derrota                                          | Ubaldo Sacco                   | PTS        | 10 (10) | 28/11/1981 | Estadio Luna Park, Buenos Aires     |                                    |
| Victoria                                         | Oscar María Cristino Alvarenga | PTS        | 10 (10) | 06/08/1981 | Posadas                             |                                    |
| Victoria                                         | Manuel Ramón Bustos            | PTS        | 10 (10) | 07/05/1981 | Posadas                             |                                    |
| Victoria                                         | Rómulo Ibarra                  | PTS        | 10 (10) | 02/04/1981 | Posadas                             |                                    |
| Derrota                                          | Rómulo Ibarra                  | TKO        | 5 (10)  | 02/02/1981 | Posadas                             |                                    |
| Derrota                                          | Rómulo Ibarra                  | TD         | 4 (10)  | 10/12/1980 | Posadas                             |                                    |
| Victoria                                         | Raúl Roque Bianco              | PTS        | 10 (10) | 03/10/1980 | Posadas                             |                                    |
| Victoria                                         | Nicolás Arkuzsyn               | PTS        | 10 (10) | 07/08/1980 | Posadas                             |                                    |
| Victoria                                         | Federico Oscar Godoy           | PTS        | 10 (10) | 08/11/1979 | Posadas                             | Título provincial cat. superligero |
| Victoria                                         | Norberto Antonio Oliveto       | PTS        | 10 (10) | 11/10/1979 | Posadas                             |                                    |
| Victoria                                         | Ramón Ángel Allende            | PTS        | 10 (10) | 07/06/1979 | Posadas                             |                                    |
| Victoria                                         | Joaquín Moreyra                | PTS        | 10 (10) | 22/02/1979 | Posadas                             |                                    |
| Victoria                                         | Federico Oscar Godoy           | PTS        | 10 (10) | 09/11/1978 | Posadas                             | Título provincial cat. superligero |
| Victoria                                         | Segundo Humberto Aguirre       | PTS        | 10 (10) | 28/09/1978 | Posadas                             |                                    |
| Victoria                                         | Joaquín Moreyra                | PTS        | 10 (10) | 05/05/1978 | Posadas                             |                                    |
| Victoria                                         | Carlos Azcurra                 | TKO        | 4 (6)   | 04/05/1978 | Posadas                             |                                    |
| Victoria                                         | Buenaventura Ibarra            | PTS        | 6 (6)   | 06/10/1977 | Posadas                             |                                    |